# Jamides aratus
Jamides aratus är en fjärilsart som beskrevs av Pieter Cramer 1782. Jamides aratus ingår i släktet Jamides och familjen juvelvingar. Inga underarter finns listade i Catalogue of Life.

## Bildgalleri

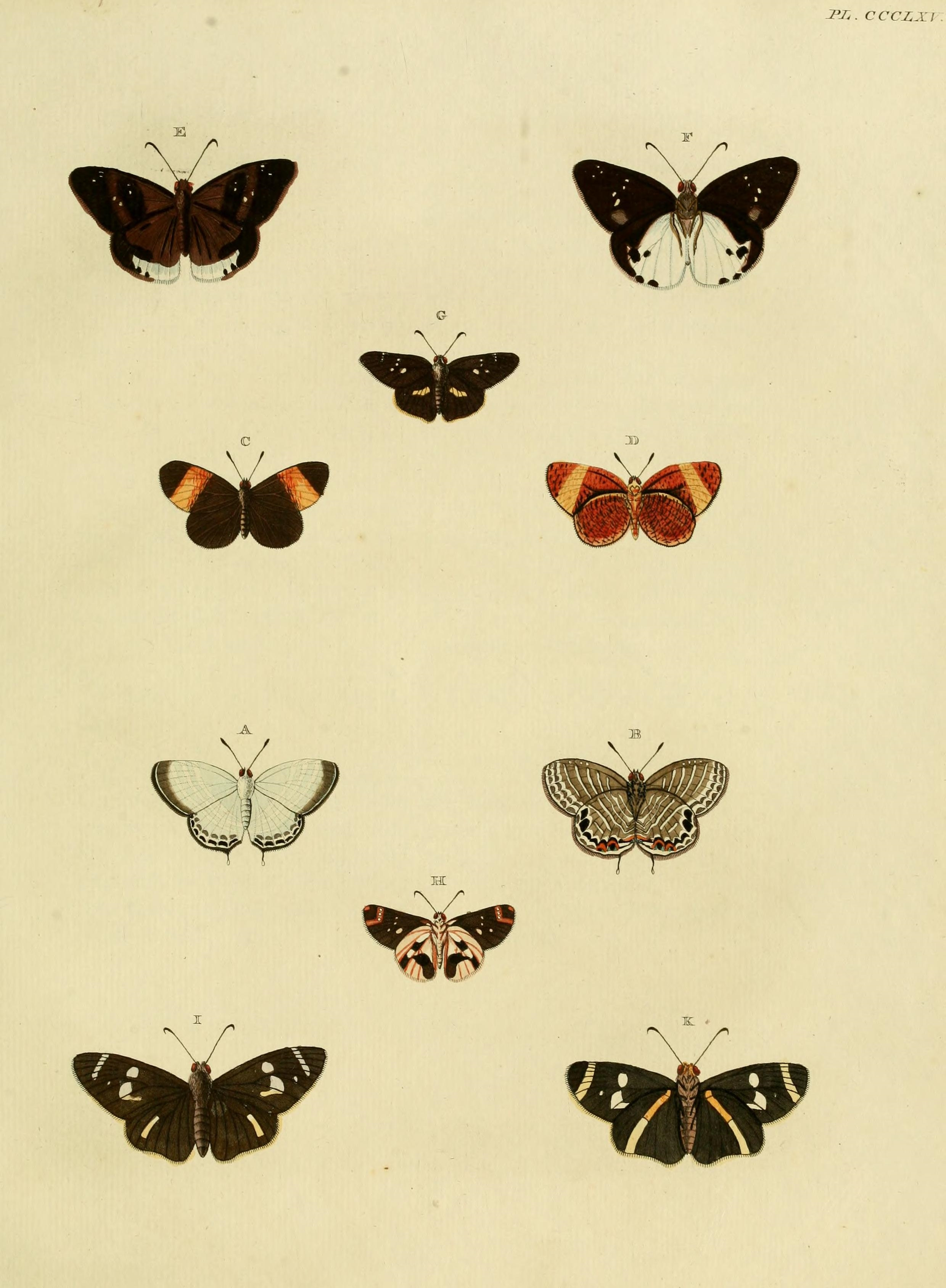
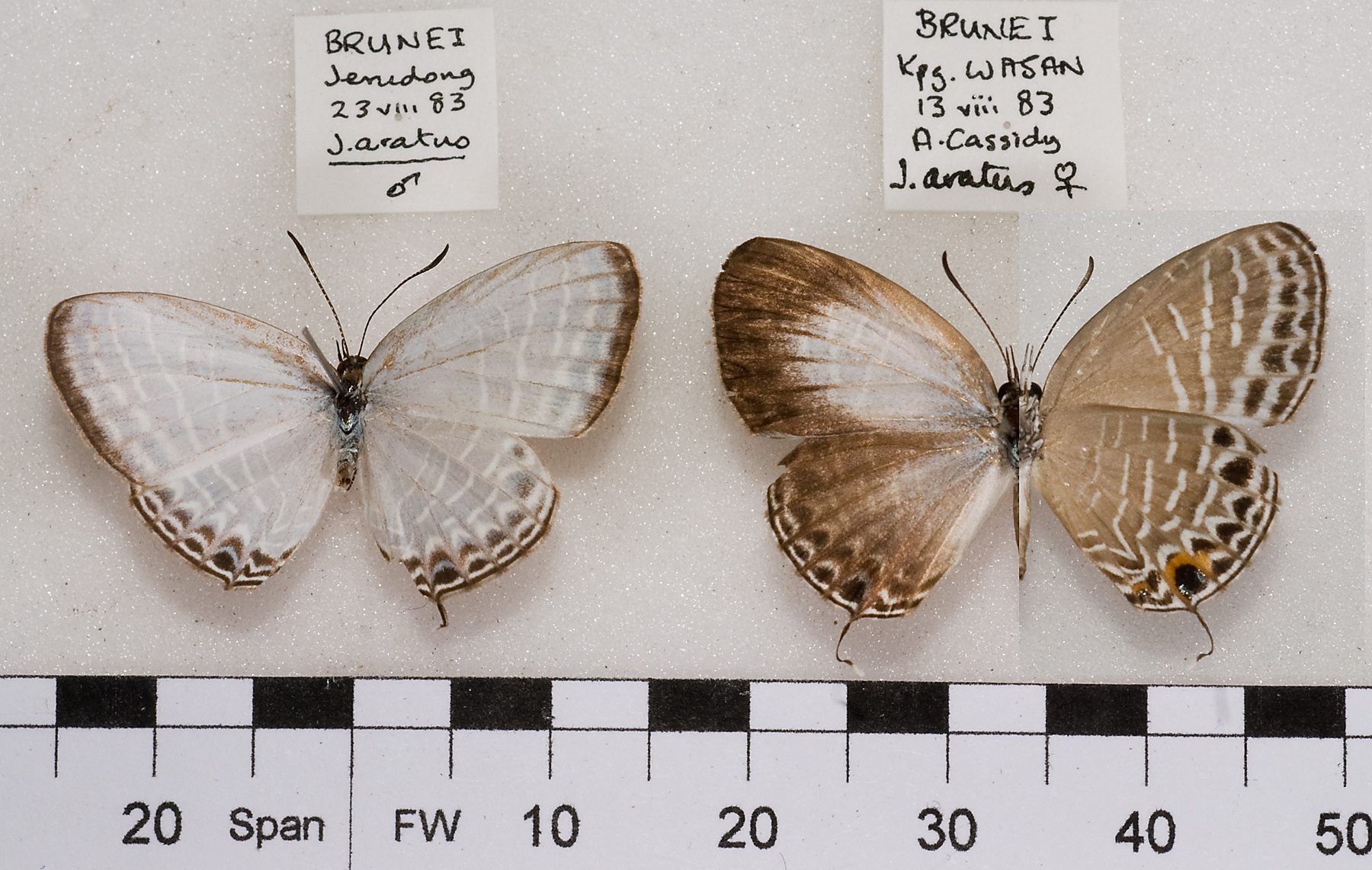
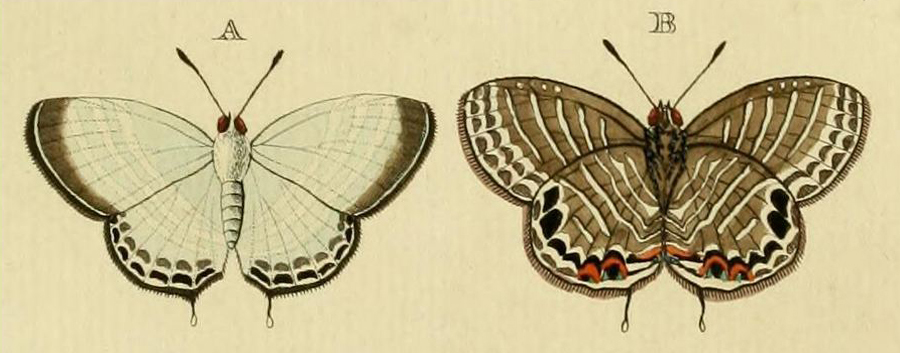
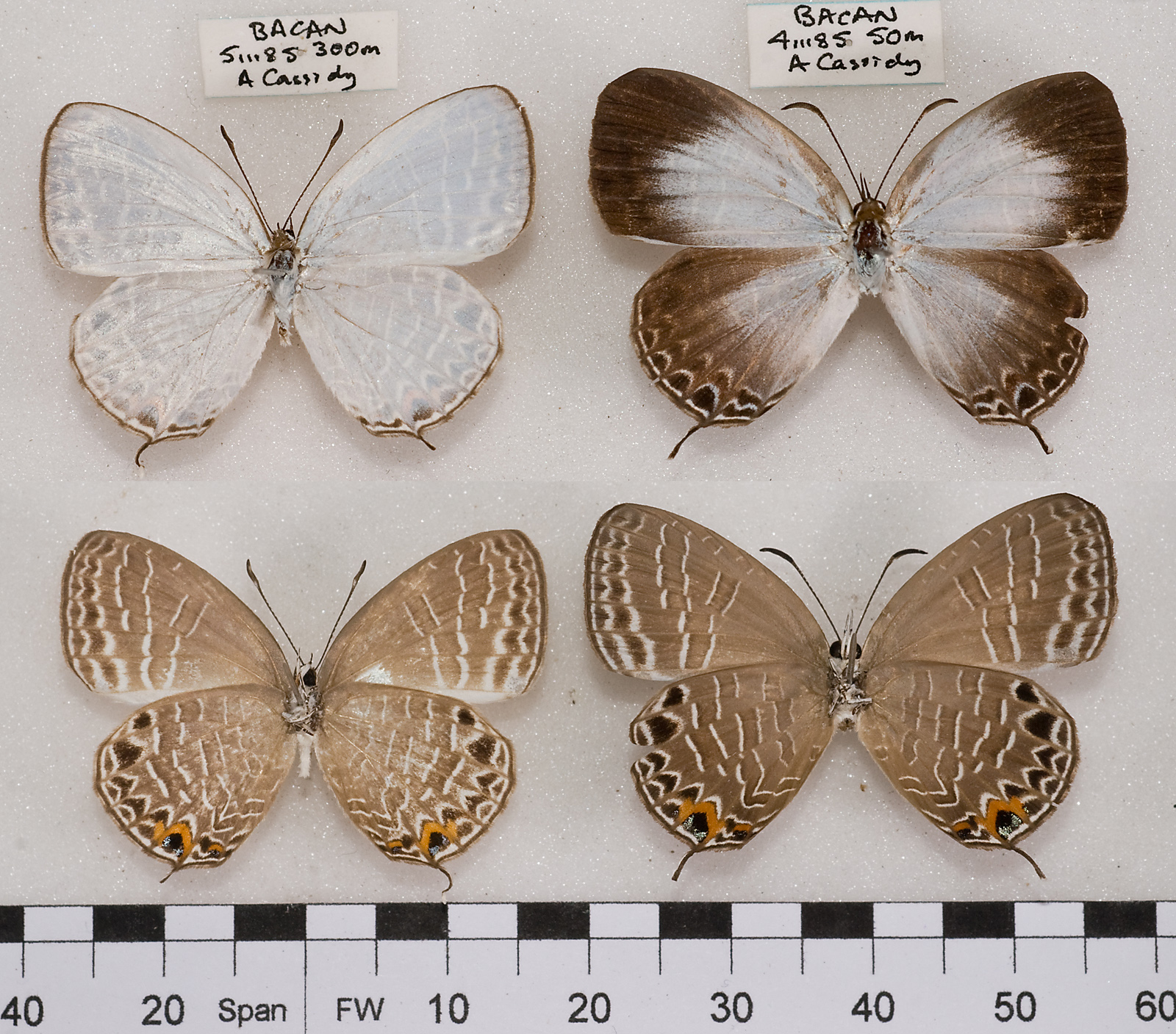
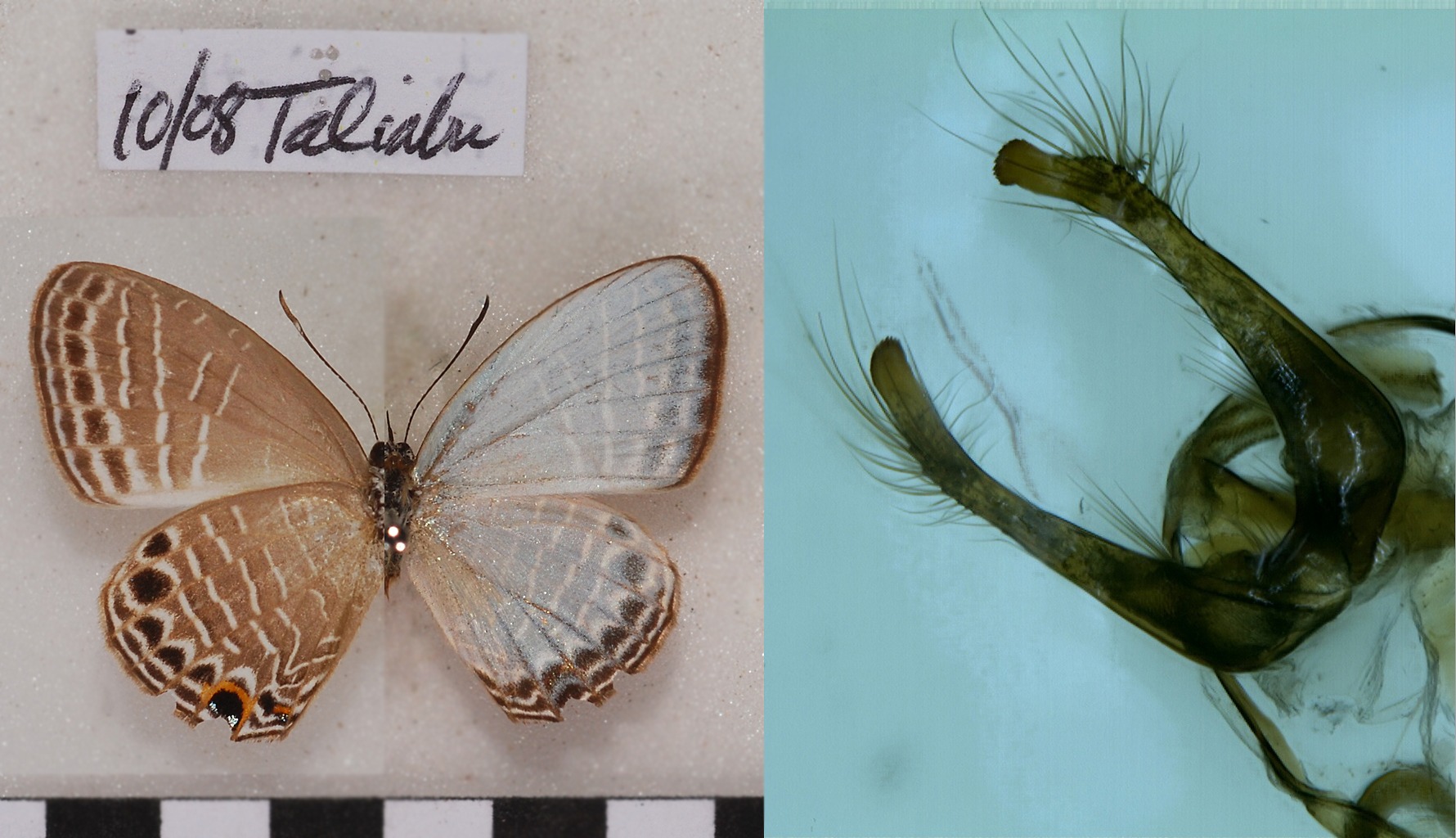